# Тульчинская епархия УПЦ МП
Тульчи́нская епа́рхия — епархия Украинской православной церкви, объединяет приходы и монастырь на территории Бершадского, Гайсинского, Ильинецкого, Липовецкого, Немировского, Оратовского, Погребищенского, Тепликского, Тростянецкого, Тульчинского, Тывровского и Чечельницкого районов Винницкой области.
Кафедральный город — Тульчин. Кафедральный собор — Рождественский (Тульчин).

## История
Не ранее 1921 года было образовано Тульчинское викариатство Каменец-Подольской епархии, которое пресеклось уже в 1922 году в связи с отпадением епископа Фотия (Маньковского) в обновленчество.
Образована в 1994 году решением Священного синода Украинской православной церкви.
В епархии 12 благочиннических округов по числу районов области, входящих в епархию.
5 января 2013 года Крыжопольский, Песчанский, Ямпольский районы на юго-западе епархии были переданы новоучреждённой Могилёв-Подольской кафедре, а Казатинский на северо-западе — Винницкой.

## Епископы
Тульчинское викариатство Каменец-Подольской епархии
- Фотий (Маньковский) (1921—1922)

Тульчинская епархия
- Иннокентий (Шестопаль) (5 октября 1994 — 30 марта 1999)
- Ипполит (Хилько) (30 марта 1999 — 22 ноября 2006)
- Ионафан (Елецких) (c 22 ноября 2006 - 23 октября 2024))
- Сергий (Аницой) (с 23 октября 2024)

## Епархиальные отделы
- религиозного образования
- миссионерства и катехизации
- информационно-издательский
- благотворительного и социального служения
- взаимодействия с вооружёнными силами
- спортивно-патриотической работы с молодёжью
- тюремного служения
- семьи и брака
- больничного попечения, церковно-канонической дисциплины